# 루이스 올라소
루이스 올라소 아나비타르테(스페인어: Luis Olaso Anabitarte; 1900년 8월 15일, 바스크 주 비야보나 ~ 1982년 사망일 미상, 사망지 미상)는 스페인의 전 축구 선수이다.
올라소는 현역 시절에 아틀레티코 마드리드와 레알 마드리드에서 시작하였다. 그는 1921년과 1927년 사이에 4번 스페인 국가대표팀 경기에 출전했다. 그의 동생 알폰소 또한 같은 시기에 아틀레티코 마드리드와 스페인 국가대표팀에서 활약하였다.

## 수상
아틀레티코 마드리드
- 중부 선수권 대회: 1920-21, 1924–25, 1927–28

레알 마드리드
- 중부 선수권 대회: 1929–30, 1930–31, 1931–32, 1932–33
- 라 리가: 1931-32, 1932–33